# Alepidea peduncularis
Alepidea peduncularis es una especie de planta herbácea comestible y perenne, nativa de los pastos de montaña del este de África en Congo, Sudán y Etiopía hasta el sur de Sudáfrica a 1220 - 2440 metros . 

## Descripción
La planta tiene un tallo floral de unos 70 cm de altura, y una roseta basal de hojas con los márgenes ciliados.  Las hojas son comestibles, y las raíces se usan en la medicina.

## Taxonomía
Alepidea peduncularis fue descrita por Steud. ex A.Rich. y publicado en Tentamen Florae Abyssinicae . . . 1: 320. 1848.
Sinonimia
- Alepidea coarctata Dummer
- Alepidea congesta Schltr. & H.Wolff
- Alepidea fischeri (Engl.) Schltr. & H.Wolff
- Alepidea gracilis Dummer
- Alepidea longifolia subsp. coarctata (Dümmer) Weim.
- Alepidea longifolia subsp. propinqua (Dümmer) Weim.
- Alepidea longifolia subsp. swynnertonii (Dümmer) Weim.
- Alepidea massaica Schltr. & H.Wolff
- Alepidea peduncularis var. fischeri Engl.
- Alepidea propinqua Dummer
- Alepidea swynnertonii Dummer
- Eryngium pedunculare (Steud. ex A.Rich.) Koso-Pol.[4]